# فخرالدین آریانتو
فخرالدین آریانتو (انگلیسی: Fachruddin Aryanto؛ زادهٔ ۱۹ فوریهٔ ۱۹۸۹) بازیکن فوتبال اهل اندونزی است.
از باشگاه‌هایی که در آن بازی کرده‌است می‌توان به پرسپام مدورا یونایتد و باشگاه فوتبال سریویجایا اشاره کرد.
وی همچنین در تیم‌های ملی فوتبال زیر ۲۳ سال اندونزی و اندونزی بازی کرده‌است.